# Ильинский район (Калининская область)
Ильинский район — административно-территориальная единица в составе РСФСР, существовавшая в 1927—1960 годах.
Административный центр — село (сейчас посёлок) Ильино.
Ильинский район образован по постановлению ВЦИК от 1 августа 1927 г. «О границах и составе округов Ленинградской области», упразднен 12 января 1960 года указом президиума Верховного Совета РСФСР (территория передана в Октябрьский район. За это время район входил в состав:
- в 1927—1929 — Ленинградской области, Великолукский округ
- в 1929—1937 — Западной области, (Великолукский округ до 23 июля 1930 года)
- в 1937—1944 — Смоленской области
- в 1944—1957 — Великолукской области
- в 1957—1960 — Калининской области

Сейчас территория бывшего Ильинского района входит в состав Западнодвинского и Жарковского районов Тверской области.

## Административное деление
В 1940 году в состав района входило 18 сельских советов:
| - Барбаровский, - Велищанский, - Воскресенский, - Глазомический, - Граблинский, - Дубоцкий, - Ильинский, - Козинский, - Ленинский, | - Лесохинский, - Михалевский, - Ордынский, - Прохоренский, - Селищанский, - Сычевский, - Троицкий, - Уплоховский, - Хилинский. |